# Асертивни тренинг
Асертивни тренинг је програм дизајниран да оспособи појединце како да директно изражавају своја осећања, потребе и захтеве.